# Храм-паметник „Александър Невски“ (Потсдам)
Храм-паметникът „Александър Невски“ (на немски: Alexander-Newski-Gedächtniskirche) e руско-православена църква на хълма Капеленберг в северната част на гр. Потсдам, Германия. Тя е построена по заповед на пруския крал Фридрих Вилхелм III между 1826 и 1829 г. за войниците с руски произход, които са били част от певческия хор на колония Александровка. В знак на тесните връзки между Прусия и Русия е издигната свещена сграда в староруски стил по проекти на придворния архитект на Санкт Петербург Василий Петрович Стасов, към който Карл Фридрих Шинкел добавя стилистични елементи от класицистичната архитектура. В чест на руския цар Александър I, починал през 1825 г., църквата е кръстена на неговия светец-покровител - руския княз Александър Ярославич Невски, канонизиран през 16-ти век.
Църквата-паметник „Александър Невски“ е най-старата руско-православна църковна сграда в Западна Европа по образец на староруската архитектура и пример за ранен руски историцизъм. Като част от колонията Александровка, от 1999 г. насам църквата е част от световното културно наследство „Дворци и паркове в Потсдам и Берлин“ и е под опеката на ЮНЕСКО.

## Архитектура
Архитектурният проект на църквата-паметник „Александър Невски“ е симбиоза между традиционния староруски архитектурен стил, възникнал от византийската архитектура, с елементи на класицизма, които могат да се разпознаят отвън по фасадната конструкция с пиластърни ивици и декоративни фризове, както и по полукръглите прозорци на атиката. Възраждането на старата национална архитектура отразява духа на времето в епохата наромантизма, за който е типично романтичното идализиране на Средновековието. В знак на близките приятелски отношения между Прусия и Русия, кралският и царският двор си разменят скици на архитектурни проекти. След завършването на строежа на храм-паметника „Александър Невски“ в Потсдам, Карл Фридрих Шинкел проектира копие в неоготически стил по поръчка на руския цар Николай I за ландшафтния парк „Александрия“ близо до двореца Петерхоф в Санкт Петербург. Той изпраща рисунките на параклиса „Александър Невски“ в Санкт Петербург през 1831 г. Още същата година се започва със строежа под ръководството на архитекта Адам Менелас, а след като той почива, строежът бива завършен от Иосиф Шарлеман.

## Уеб връзки
- Интернет-страница на църковната общност (на руски и немски език)